# Теорема Лагерра
Теорема Лагерра - теорема о свойствах производной целой функции.

## Формулировка
Пусть {\displaystyle f(z)} - целая функция порядка, меньшего чем 2, вещественная при вещественных значениях {\displaystyle z} и с вещественными нулями. Тогда нули производной {\displaystyle f'(z)} также все вещественны и отделены друг от друга нулями функции {\displaystyle f(z)}.

## Пояснения
Целая функция есть аналитическая функция, не имеющая особенностей в конечной части плоскости. Целая функция {\displaystyle f(z)} называется функцией конечного порядка, если существует такое положительное число {\displaystyle A}, что при {\displaystyle |z|=r\rightarrow \infty } выполняется равенство {\displaystyle f(z)=O(e^{r^{A}})}. Нижняя грань {\displaystyle \rho } чисел {\displaystyle A} в этом равенстве называется порядком функции.